# Iontový poloměr
Iontový poloměr, rion, je velikost iontu v krystalové mřížce. Udává se v pikometrech (pm) nebo Angströmech (Å). Velikost iontových poloměrů se pohybuje od 30 pm (0,3 Å) do 200 pm (2 Å).
Koncept iontových poloměrů byl vyvinut nezávisle Goldsmidtem a Paulingem ve 20. letech 20. století na základě dat získaných novou metodou rentgenovou strukturní analýzou. Pauli tuto metodu zdokonalil. RTG krystalografie poskytuje přímo pouze mřížkové parametry krystalu, ale zjistit hranice mezi ionty v krystalu je mnohem obtížnější (v mnoha případech nemožné, nyní to lze vypočítat díky výkonnějším počítačům). Např. můžeme zjistit, že délka každé strany krystalové mřížky chloridu sodného je 564,02 pm a že vzdálenost mezi středy sodíkového a chloridového iontu je poloviční:
2[rion(Na+) + rion(Cl−)] = 564,02 pm
Ale není možné zjistit, jakou část vzdálenosti zabírá sodíkový ion a jakou chloridový ion. Porovnáním velkého množství sloučenin, a s určitou dávkou chemické intuice, se Pauling rozhodl přiřadit oxidovému iontu (O2−) poloměr 140 pm, což umožnilo vypočítání poloměrů dalších iontů.
V roce 1976 byly publikovány tabulky opravených iontových poloměrů, které jsou v současnosti preferovány před Paulingovými údaji. Novější údaje by měly být přesnější aproximací velikosti aniontů a kationtů v iontovém krystalu.
Iontový poloměr není konstantní vlastností daného iontu, ale mění se v závislosti na koordinačním čísle, spinovém stavu a dalších parametrech. I přes tento fakt, lze u iontových poloměrů pozorovat očekávané trendy v závislosti na poloze v periodické tabulce prvků. Velikost iontového poloměru klesá v rámci jedné skupiny. Iontový poloměr iontu s vyšším koordinačním číslem je větší, také v případě vyššího spinového stavu je iont větší než stejný iont v nižším spinovém stavu. Anionty jsou obecně větší než kationty, vzácnou výjimkou jsou některé fluoridy alkalických kovů.
| X− | NaX | AgX |
| -- | --- | --- |
| F  | 464 | 492 |
| Cl | 564 | 555 |
| Br | 598 | 577 |

Anomálie velikosti iontových poloměrů v krystalech jsou často známkou vysokého podílu kovalence ve vazbě. Žádná vazba není úplně iontová, a hodně sloučenin, které pokládáme za iontové, např. některé sloučeniny přechodných kovů, vykazují částečný kovalentní charakter. Jako příklad je zde uveden přehled mřížkových parametrů halogenidů sodíku a stříbra. Při porovnání hodnot pro fluoridy lze konstatovat, že ion Ag+ je větší než Na+, ale mřížkové parametry chloridů a bromidů ukazují na opačný poměr velikostí. Tento jev je způsoben zkrácením vazebné délky se stoupajícím kovalentním charakterem vazby.